# Croix de Bouthiry
La croix de Bouthiry, est située au lieu-dit "Bouthiry", sur la commune de Le Saint dans le Morbihan.

## Historique
La croix de Bouthiry fait l’objet d’une inscription au titre des monuments historiques depuis le 17 avril 1931.